# 奥尔日河畔布雷蒂尼列车出轨事故
48°36′26″N 2°18′08″E / 48.607316°N 2.302274°E
奧爾日河畔布雷蒂尼列車出軌事故（法語：Accident ferroviaire de Brétigny-sur-Orge），是2013年7月12日發生在法國巴黎南方郊區奧爾日河畔布雷蒂尼的火車事故。一列載有385名乘客的客車在布雷蒂尼站出軌並撞上月臺，造成6人死亡，30人受傷。本次事故被認為是自1988年巴黎里昂車站列車相撞事件（56人罹難，57人受傷）和1991年巴黎東南默倫的列車事故（16人罹難，55人受傷）後法國最嚴重的火車事故。

## 事故經過
歐洲中部時間（UTC+2）2013年7月12日17:14分 ，由法國巴黎巴黎開往利摩日的3657次城際列車列車在奧爾日河畔布雷蒂尼的布雷蒂尼站出軌並撞上月臺，造成6人死亡，30人受傷，其中8人伤势严重。事故列車載有385名乘客，於16:53分自奧斯特里茨站出發，預計在20:05分抵達利摩日。布雷蒂尼站的月臺在巴士底日週末前夕十分繁忙。
初步調查報告認為出事的法國國家鐵路（SNCF）城際列車。列車表定未在該站停靠，列車在時速137公里下出軌，並在第三和第四節車廂出軌後分成兩部份。事故造成第四節車廂後部衝撞月臺。
由於事故發生後鐵路員工反應得宜，及時防止對向將進站的列車撞上出軌列車。

## 事故調查及原因
三個單位分別對事故進行調查，分別由埃夫里公訴檢查官、法國交通部陸上交通事故調查局（BEA-TT），及法國國家鐵路進行。列車似乎在通過布雷蒂尼站前200公尺處的轉轍器時就出軌了。交通部長弗雷德里克·居维叶（Frédéric Cuvillier）表示這不是人為疏失造成的事故，並排除列車司機的責任。
SNCF於事故隔天公佈初步發現，認為出軌原因是由於軌道故障造成。SNCF表示，布雷蒂尼站北200公尺一塊連接兩段鐵軌的金屬魚尾鈑鬆脫，並插在轉轍器上。當列車通過時，第三和第四節車廂的輪子壓過這塊金屬片而造成出軌。
SNCF主席紀堯姆·佩皮並表示該公司對這次事故有責任，他們應該要為乘客喪失的生命負責。同時他並宣佈該公司將對路網上約5000件的相同零件進行檢查。

## 各界反應
- 羅馬尼亞總統特萊揚·伯塞斯庫與外交部長蒂圖斯·科爾拉泰安分別向法國總統法蘭索瓦·歐蘭德與外交部長洛朗·法比尤斯表達受害者的哀悼之意[10]。

## 圖輯

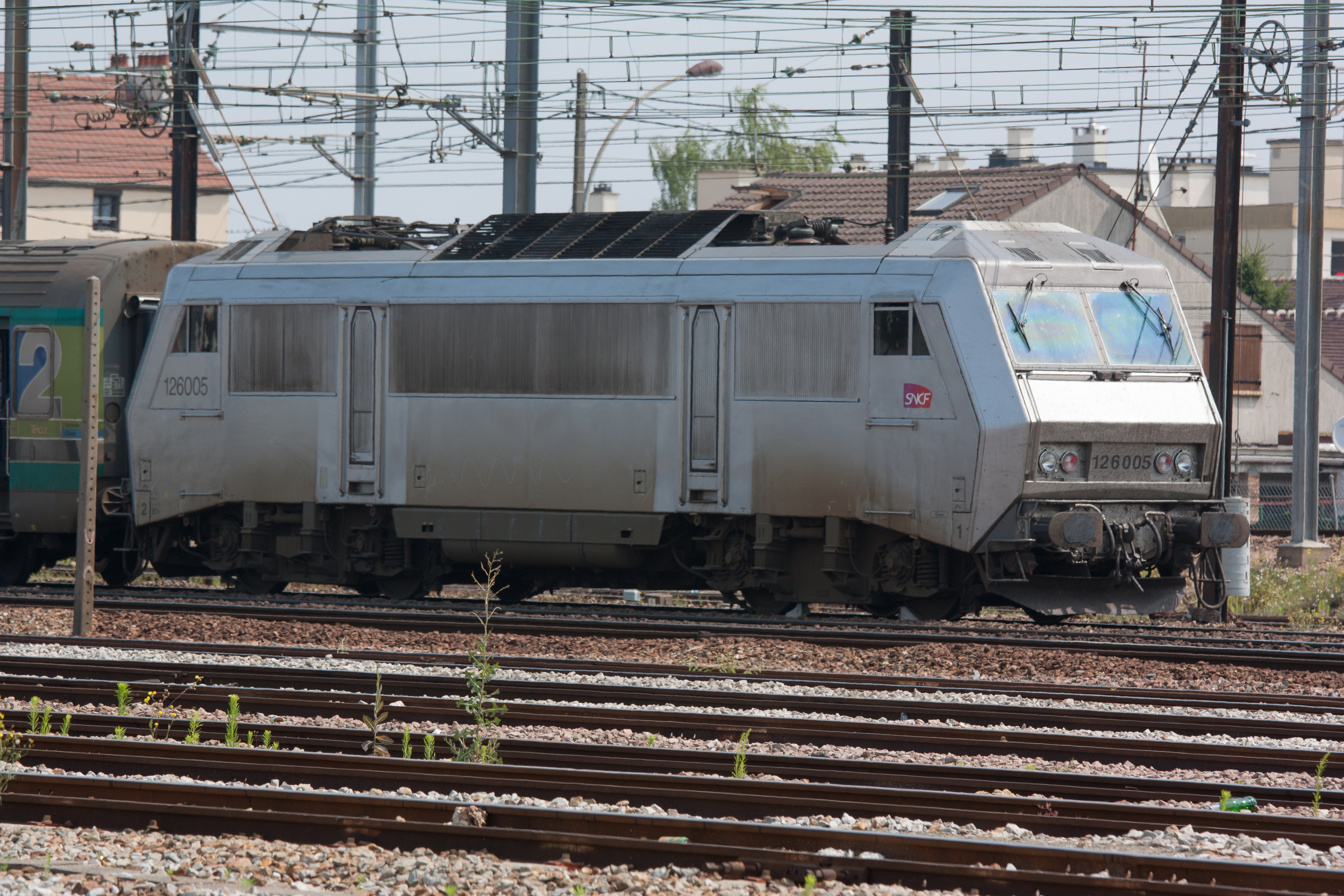
3657次列車的機車頭BB 26005
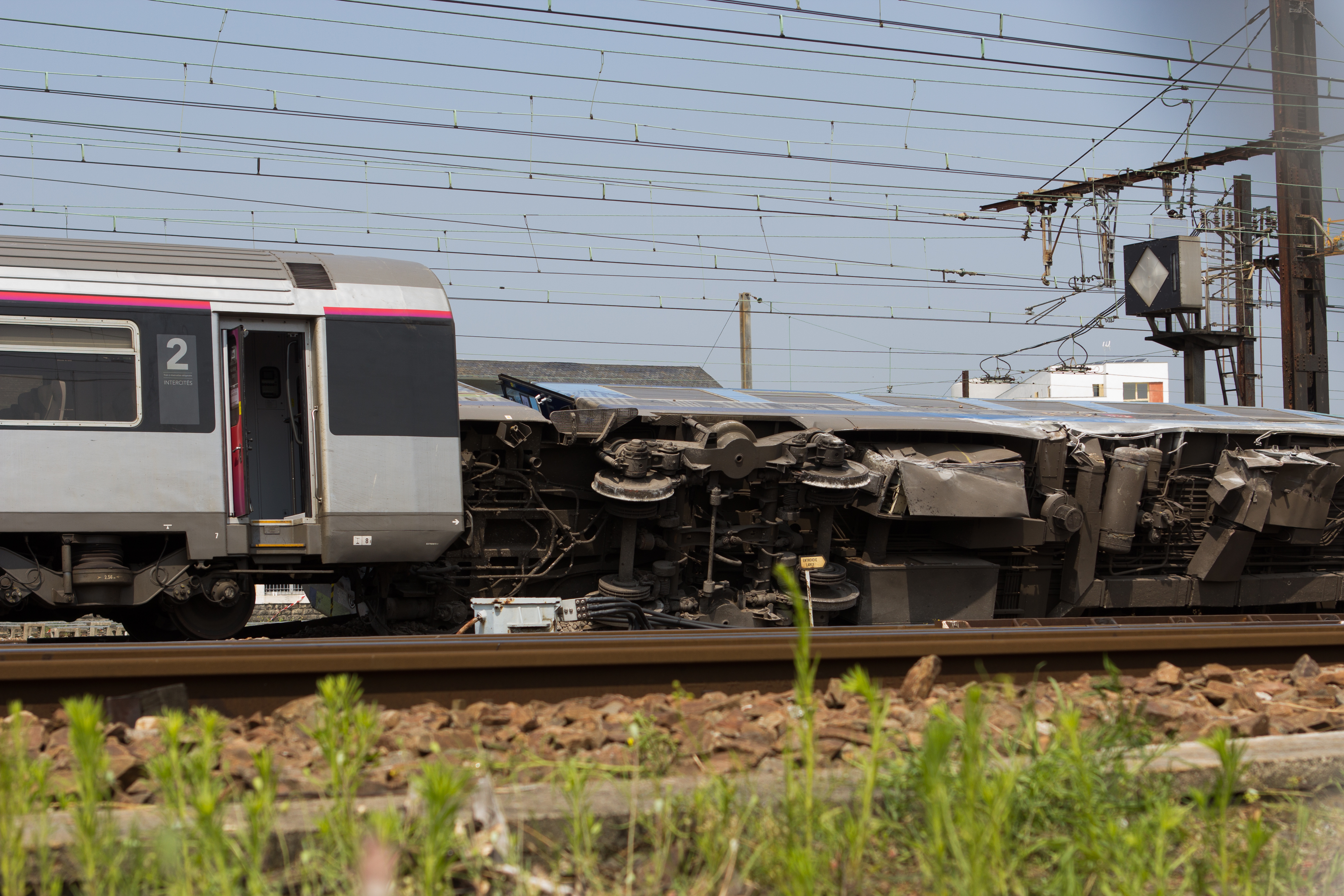
第三和第四節車廂
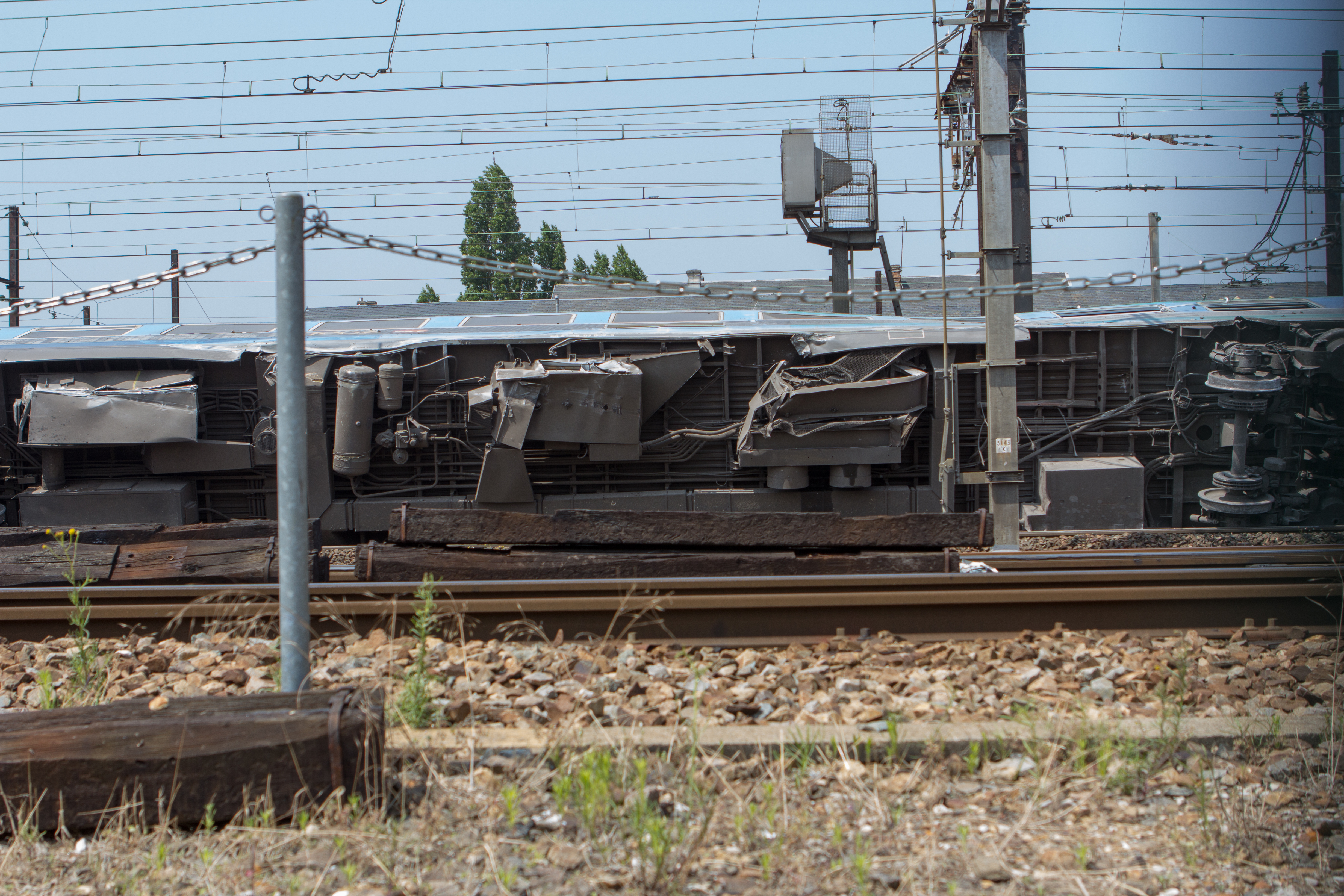
翻覆的第四節車廂
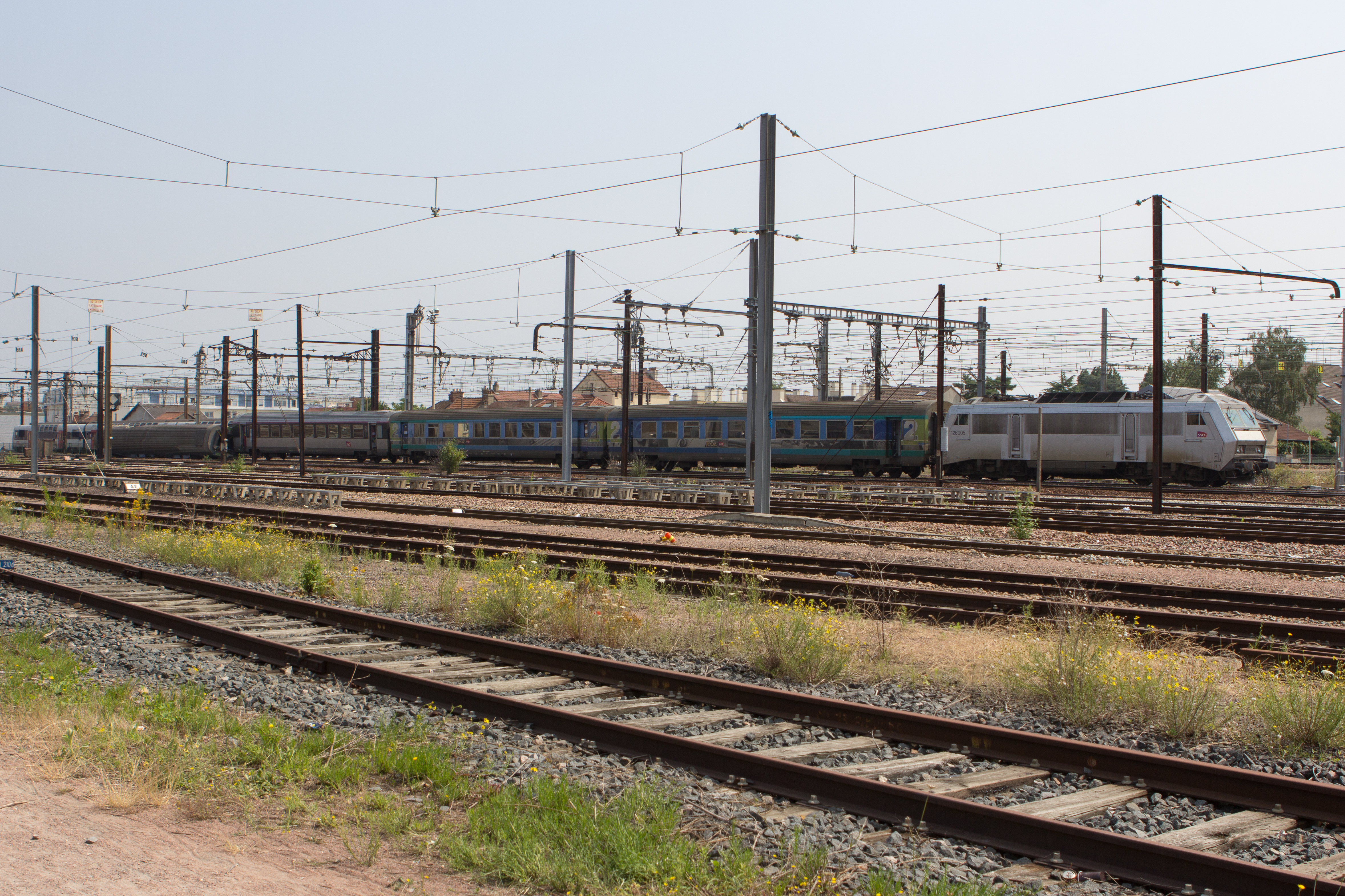
事故後的3657次列車
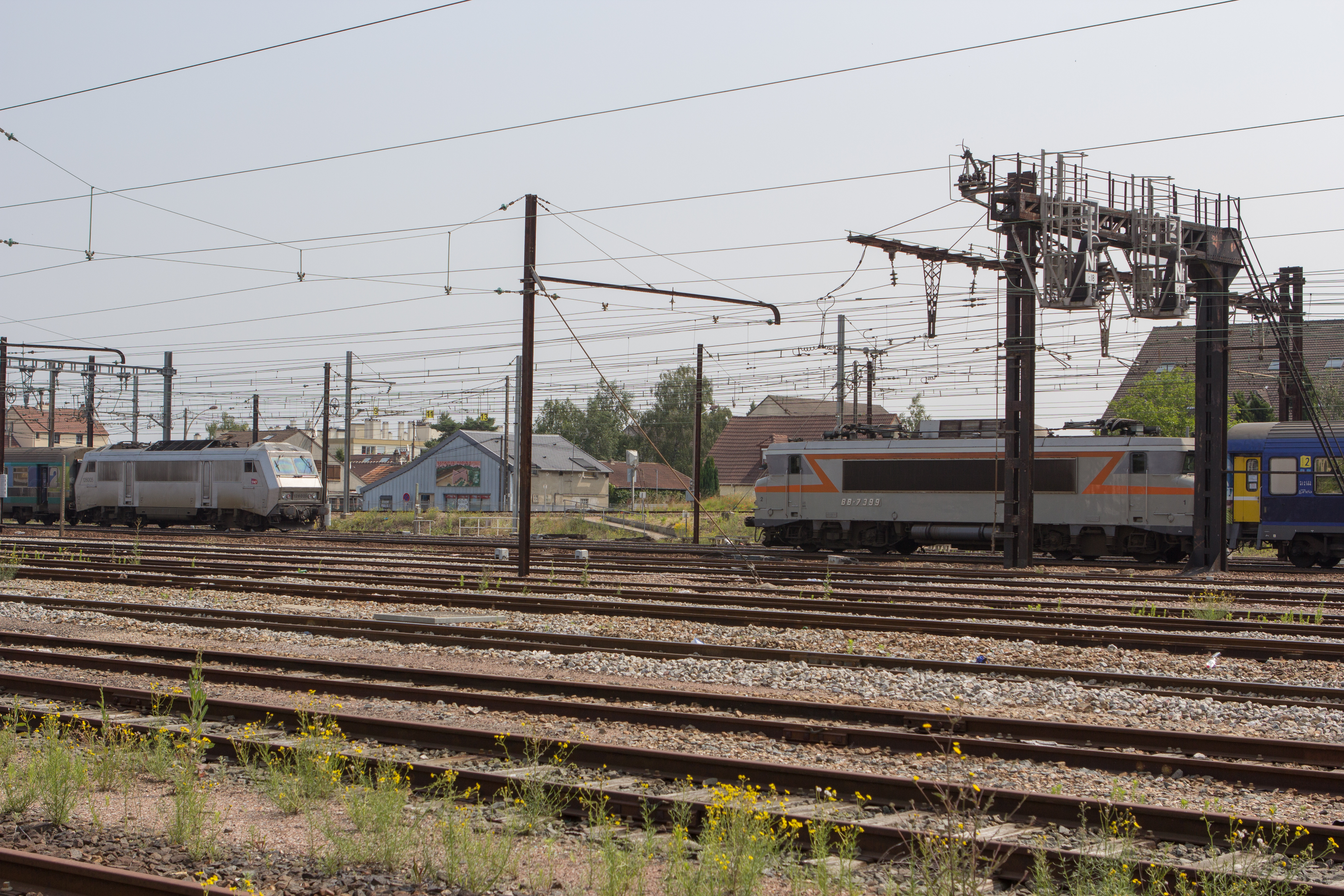
左邊是3657次列車，右邊是及時停下的對向列車

## 相關連結
- 2002年波特斯巴火車事故
- 2007年格雷里格列車出軌事故